# Lange Bruck
Le Lange Bruck (long pont en français, Lange Brücke en allemand standard) est un pont qui enjambait le Rhin entre les villes de Strasbourg et Kehl à partir du Moyen Âge, entre 1388 jusqu'à la fin du XVIIIe siècle ou du début du XIXe siècle. Semblable au pont de Brisach, il utilisait une île du Rhin pour traverser le fleuve et possédait une tête de pont sur la rive opposée.

## Histoire
En 1388, les Strasbourgeois entreprennent la construction du pont de bois sur le Rhin. Au fil du temps, la structure a été adaptée à plusieurs reprises au cours du Rhin et aux destructions causées par les crues annuelles printanières et automnales.
En 1621, il mesurait 1 400 mètres de long. Durant cette période de guerre, le pont fut souvent victime des attaques des différentes armées ou de peur par la population, qui le démolit afin de se protéger des attaques.
Le 7 mai 1770, Marie-Antoinette traversa le pont vers son futur royaume de France dans le cadre de son voyage nuptial de Vienne à Versailles. Un pavillon est installé sur l'île, où elle fut rituellement changée et reçue par une délégation française. Selon Johann Wolfgang von Goethe, qui se trouvait alors à Strasbourg, le pavillon était décoré de portraits de l'histoire de Jason, Médée et Creuse, que Goethe considérait comme un exemple de mariage malheureux et a donc critiqué,.
Les dates exactes de la démolition définitive du pont ne sont pas connues. Sa destruction en 1797 est parfois évoquée. À partir de 1815, il n'y avait plus qu'un seul pont flottant. Après la correction du Rhin au milieu du XIXe siècle, un pont ferroviaire à double voie est construit de 1858 à 1861 puis un pont routier en 1897. Les deux ponts furent détruits pendant la Seconde Guerre mondiale puis reconstruits avec une géométrie différente.

## littérature
- Karen Denni : Rheinüberschreitungen Grenzüberwindungen: Die deutsch-französische Grenze und ihre Rheinbrücken (1861–2006), Constance 2008,  (ISBN 978-3-86764-089-3) .
- Angelika Sadlau; Helmut Schneider; Carl Helmut Steckner : Die Lange Bruck: 600 Jahre Wege zum Nachbarn, Kehl am Rhein 1989.

## Liens web
- Talcy, « Rezension zu Karen Denni: Rheinüberschreitungen – Grenzüberwindungen », Dokumente 2/2009 – Zeitschrift für den französisch-deutschen Dialog, avril 2009 (consulté le 1er janvier 2012)
- « Lange Bruck », Brueckenweb (consulté le 1er janvier 2012)
- « Lange Bruck Kehl », Alemannische Seiten (consulté le 1er janvier 2012)
- « Die Lange Bruck bei Kehl », www.julius-gutekunst-kunstmaler.de (consulté le 9 novembre 2012) Gemälde der Lange Bruck um 1634.
- « Cäsar’s Holzpfahlbrücke für die Oberrheinüberquerung, 55 v. Chr. », baba-regio.pagesperso-orange.fr (consulté le 9 novembre 2012) Eroberungsbrücke, unbeständiger Vorläufer der Lange Bruck.

## Sources
1. ↑  « Von Goethe bis Marie Antoinette », landeskunde-baden-wuerttemberg.de (consulté le 5 décembre 2017)http://www.brueckenweb.de/2content/datenbank/bruecken/2brueckenblatt.php?bas=55000
2. ↑  Stefan Woltersdorff, « Von Büchermachern und Bücherverbrennern – ein literarischer Streifzug durch Kehl am Rhein » [archive du 24 juillet 2009], info-router.de (consulté le 8 décembre 2017)https://web.archive.org/web/20090724122716/http://www.info-router.de/elsass_reise/kehl_ortenau_heine_rhein_m1805.html
3. ↑  « Lange Bruck », Brueckenweb (consulté le 1er janvier 2012)http://www.brueckenweb.de/2content/datenbank/bruecken/2brueckenblatt.php?bas=55000